# Мураї Сіндзі
Мураї Сіндзі (яп. 村井 慎二, нар. 1 грудня 1979, Тіба —) — японський футболіст, що грав на позиції півзахисника.

## Клубна кар'єра
Грав за команду ДЖЕФ Юнайтед Ітіхара Тіба, Джубіло Івата, Ойта Трініта.

## Виступи за збірну
Дебютував 2005 року в офіційних матчах у складі національної збірної Японії. У формі головної команди країни зіграв 5 матчів.

## Статистика
Статистика виступів у національній збірній.
| Збірна Японії | Збірна Японії | Збірна Японії |
| Роки          | Ігри          | голи          |
| ------------- | ------------- | ------------- |
| 2005          | 3             | 0             |
| 2006          | 2             | 0             |
| Усього        | 5             | 0             |